# G.S.F.V. Drs. Vijfje
G.S.F.V. Drs. Vijfje (Groninger Studenten Futsal Vereniging) is een zaalvoetbalvereniging die opgericht is op 27 maart 2003. De leden zijn allen studenten aan de Rijksuniversiteit of Hanzehogeschool Groningen. De vereniging komt uit in door de KNVB georganiseerde competities, het eerste vrouwenteam komt uit op het hoogste niveau in de Eredivisie Vrouwen Zaalvoetbal.
Drs. Vijfje is een van de ruim vijftig Groninger studentensportverenigingen die aangesloten zijn bij overkoepelende sportstichting de ACLO.

## Algemeen
Naam
De naam Drs. Vijfje is afkomstig van het personage 'Drs. Vijfje' van Maarten Spanjer in het tv-programma Voetbal '80. Deze persoon had een half balletje, een vijfje, op zijn hoofd. Met deze naam legt de vereniging bovendien de link naar de studentenwereld, aangezien de naam tevens een hommage is aan de afgeschafte titel 'drs.'. De vereniging heeft zowel een prestatieve als recreatieve afdeling.
Locatie
De thuiswedstrijden worden op het Zernikecomplex in het ACLO Sportcentrum en het Willem-Alexander Sportcentrum gespeeld en heeft als stamkroeg Café All Round.
Tenue
De clubkleuren zijn lichtblauw met wit, al wordt ook regelmatig uitgeweken naar fel roze. Deze kleuren zijn kort na de oprichting gekozen vanwege hun studentikoze karakter. Het eerste tenue gelijkte het thuistenue van de film All Stars.
Bestuur
De vereniging telt een zeskoppig bestuur, dat jaarlijks gekozen wordt. Het bestuur wordt bijgestaan door de Raad van Advies en gecontroleerd door de Kas Commissie. Verder kent de vereniging vele commissies zoals de AlCo (Almanak), RedaCie (Redactie), de PromoCie (Promotie), de VETVIT (Intern- en Extern Toernooi), EsCo (Escalatie), StuCo (Reis), NiCo (Nieuwelingen), de IC (Internet) de FEC (Feest en Evenementen), de SpoCo (Sponsoren) en de ToCo (Toernooien).

## Teams
In het seizoen 2021/22 had de vereniging ongeveer 500 leden die in 50 teams speelden: 39 bij de mannen en elf bij de vrouwen. Naast de twee eerste teams (m/v) kent de vereniging verder vijf selectieteams: twee mannen- en drie vrouwenteams, die allen op vrijdag hun wedstrijden spelen. De vereniging tracht een piramidestructuur te onderhouden met betrekking tot het aantal teams per klasse. In alle klassen zijn teams aanwezig en in de vierde (en laagste) klasse spelen de meeste teams. Drs. Vijfje heeft de beschikking over vier gediplomeerde trainers.
In het seizoen 2023/24 speelt het eerste mannenteam in de Eerste divisie (poule A) en het eerste vrouwenteam in de Eredivisie Vrouwen Zaalvoetbal.
In het seizoen 2021/22 werd het eerste vrouwenteam landskampioen.